# Berezniaky (hromada Berezniaky)
Berezniaky (ukr. Березняки) – wieś na Ukrainie, w obwodzie czerkaskim, w rejonie czerkaskim, siedziba hromady. W 2001 liczyła 2505 mieszkańców, wśród których 2435 wskazało jako ojczysty język ukraiński, 53 rosyjski, 14 mołdawski, 2 białoruski, a 1 inny.